# Brooks Adams

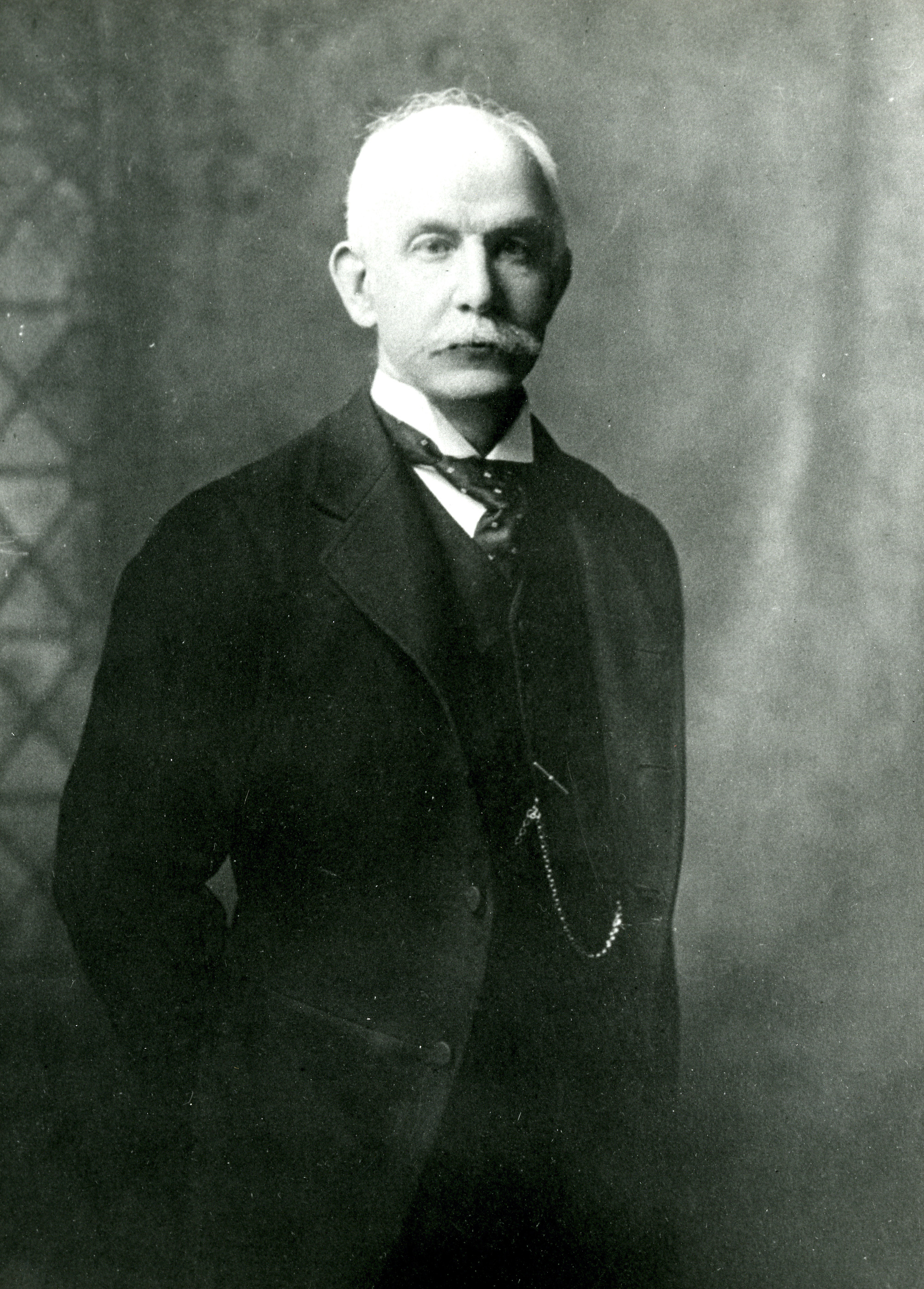
Brooks Adams, 1910

Peter Chardon Brooks Adams (* 24. Juni 1848 in Quincy, Massachusetts; † 13. Februar 1927 in Boston, Massachusetts) war ein US-amerikanischer Historiker, der vor allem durch sein Buch The Law of Civilization and Decay (Das Gesetz der Zivilisation und des Verfalles) bekannt wurde. Er war Mitglied der bekannten Familie Adams.

## Leben
Adams war ein Urenkel von John Adams und Enkel von John Quincy Adams, die beide Präsident der Vereinigten Staaten waren. Sein Vater war der Kongressabgeordnete und Diplomat Charles Francis Adams, Sr. Seine drei älteren Brüder waren der Politiker John Quincy Adams II, Brigadegeneral Charles Francis Adams, Jr. sowie der Historiker und Kulturphilosoph Henry.
Nach dem Schulbesuch studierte er an der Harvard University und schloss dieses Studium 1870 mit einem Bachelor of Arts (B.A.) ab. Im Anschluss absolvierte er ein einjähriges postgraduales Studium der Rechtswissenschaften an der Law School der Harvard University. Danach war er Sekretär seines Vaters, als dieser von 1871 bis 1872 Richter am Schiedsgericht in Genf zur Alabamafrage war. Nach seiner Rückkehr ließ er sich nach seiner anwaltlichen Zulassung als Rechtsanwalt in Boston nieder.
Am 12. September 1889 heiratete er Evelyn Davis (1853–1926), eine Tochter von Admiral Charles Henry Davis. Evelyns Schwester Anna war mit Henry Cabot Lodge senior verheiratet. Die Ehe war kinderlos. 
Später war er von 1904 bis 1911 Lecturer an der Law School der Harvard University. 1906 wurde er in die American Academy of Arts and Letters und 1918 in die American Academy of Arts and Sciences gewählt.

## Veröffentlichungen
Als gesellschaftskritisch eingestellter Autor beschrieb er seinen Pessimismus hinsichtlich der Zukunft der USA. In seinen Büchern sah er nicht nur das Aufkommen der beiden Supermächte USA und Sowjetunion voraus, sondern auch den Abbau der Zivilisation durch gut begründete Naturgesetze. Dabei versuchte er zum Nachdenken anzuregen, wobei nicht alle Gelehrte eine nachhaltige Begründung in seinen zum Teil akribisch recherchierten Schriften sahen. In seinen Schriften war er ein Verfechter des Rassismus und betrachtete Einwanderer als Korruption der Nation.
Zu seinen bekanntesten Büchern gehören:
- The Emancipation of Massachusetts (1887)
- The Law of Civilization and Decay (1895)
- America's Economic Supremacy (1900)
- The New Empire (1902)
- The Theory of Social Revolutions (1913)
- The Degredation of Economic Dogma (1920)

## Hintergrundliteratur
- Thornton Anderson: Brooks Adams: Constructive Conservative. Ithaca, NY: Cornell University Press. 1951.
- Arthur F. Beringause: Brooks Adams: A Biography. New York: Alfred A. Knopf. 1955.
- Timothy Paul Donovan: Henry Adams and Brooks Adams: The Education of Two American Historians. University of Oklahoma Press. 1961.
- Abigail Adams Homans:  Education By Uncles: Henry, Brooks and Charles Francis Adams as remembered by their Niece. Houghton Mifflin Co. 1966.